# Karpísxevo
Karpísxevo (en rus: Карпищево) és un poble de l'óblast de Tula, a Rússia, segons el cens del 2010 tenia 69 habitants.